# Ali Kayalı
Ali Aliev Kayalı nebo pod bulharský jménem Kamen Tomov (* 29. ledna 1965 Loznica) je bývalý původem bulharský zápasník–volnostylař turecké národnosti, bronzový olympijský medailista z roku 1992.

## Sportovní kariéra
Je rodákem z bulharské obštiny Loznica v Razgradské oblasti. Je odchovancem razgradské zápasnické školy. Jako většina bulharských Turků se specializoval na volný styl. V bulharské mužské volnostylařské reprezentaci se pohyboval od roku 1985 ve váze do 90 a 100 kg pod svým bulharským jménem Kamen Tomov. V roce 1988 neuspěl v bulharské olympijské nominaci na olympijské hry v Soulu.
V roce 1989 s rodinou odešel do Turecka. V roce 1992 startoval na olympijských hrách v Barceloně ve váze do 100 kg jako reprezentant Turecka pod jménem Ali Kayalı. V úvodním kole základní skupiny prohrál s favorizovaným reprezentantem Společenství nezávislých států Lerim Chabelovim 0:2 na technické body. Své další soupeře však porazil, v rozhodujícím zápase s Polákem Andrzejem Radomskim vyhrál 5:3 na technické body a jako druhý ve skupině postoupil do souboje o třetí místo proti jižnímu Korejci Kim Tche-uovi. Jihokorejce porazil 2:0 na technické body a získal bronzovou olympijskou medaili.
V roce 1994 se v přípravě na domácí mistrovství světa v Istanbulu vážně zranil. V roce 1996 se na olympijské hry v Atlantě nekvalifikoval a vzápětí ukončil sportovní kariéru. Věnuje se trenérské práci ve městě Yalova nedaleko Istanbulu.

## Výsledky
| Turnaj             | Bulharská lidová republika | Bulharská lidová republika | Bulharská lidová republika | Bulharská lidová republika | Bulharská lidová republika | Bulharská lidová republika | Turecko | Turecko | Turecko | Turecko | Turecko | Turecko | Turecko |
| Turnaj             | 1984                       | 1985                       | 1986                       | 1987                       | 1988                       | 1989                       | 1990    | 1991    | 1992    | 1993    | 1994    | 1995    | 1996    |
| Turnaj             | 19                         | 20                         | 21                         | 22                         | 23                         | 24                         | 25      | 26      | 27      | 28      | 29      | 30      | 31      |
| Turnaj             | −90                        | −90                        |                            |                            |                            |                            | −100    | −100    | −100    | −100    | −100    | −100    | −100    |
| ------------------ | -------------------------- | -------------------------- | -------------------------- | -------------------------- | -------------------------- | -------------------------- | ------- | ------- | ------- | ------- | ------- | ------- | ------- |
| Olympijské hry     | —                          |                            |                            |                            | —                          |                            |         |         | 3.      |         |         |         | —       |
| Mistrovství světa  |                            | 3.                         | ?                          | —                          |                            | —                          | —       | úč.     |         | 2.      | —       | —       |         |
| Mistrovství Evropy | —                          | ?                          | —                          | —                          | —                          | —                          | —       | 1.      | 3.      | 3.      | 3.      | —       | úč.     |
| ME nadějí          | 2.                         |                            |                            |                            |                            |                            |         |         |         |         |         |         |         |